# Palačinka
Palačinka je jed, pripravljena iz mleka, jajc, moke in soli. Osnovni masi se lahko dodajo tudi sladkor, zelišča, začimbe idr. Masa se speče na ponvi z oljem. 
Pečeno palačinko namažemo z različnimi nadevi. Najpogosteje se med sladkimi nadevi uporabljajo marmelada, čokolada, orehov nadev in skuta. Ni nujno, da se palačinke jedo kot slaščica in so lahko nadevane tudi z mesnimi, zelenjavnimi in drugimi nadevi.
Beseda palačinka izhaja iz romunščine in ima svoj koren v latinski besedi placenta, ki pomeni pecivo. Podobno kot češčina in hrvaščina smo besedo v slovenščino prevzeli preko madžarščine, kjer ji pravijo palacsinta.